# گاوسهره پورتوریکو
گاوسهره پورتوریکو (نام علمی: Loxigilla portoricensis) نام یک گونه از سرده گاوسهره‌های آنتیل است.